# Mesochorus ebenus
Mesochorus ebenus är en stekelart som beskrevs av Dasch 1974. Mesochorus ebenus ingår i släktet Mesochorus och familjen brokparasitsteklar. Inga underarter finns listade i Catalogue of Life.